# Unidad Popular
Folkeenheden, på spansk: Unidad Popular eller UP var en koalition af chilenske partier, der støttede Salvador Allende ved præsidentvalget i 1970.
Koalitionen bestod af socialister, kommunister, radikale og udbrydere fra de kristelige demokrater. Folkeenheden dækkede over størstedelen af de venstreorienterede partier herunder Socialistpartiet, Kommunistpartiet, Det Radikale Parti, Socialdemokratiet og Mapu – et venstreorienteret kristent parti.
UP fortsatte jordreformen, der var blevet startet af den foregående præsident Eduardo Frei Montalva, og under folkefronten blev næsten fem millioner hektarer jord eksproprieret til gavn for 40 tusinde familier. Desuden blev de USA-ejede kobberminer nationaliseret, hvilket skabte en diplomatisk krise mellem Chile og USA. Folkefrontens erklærede mål var at skabe et demokratisk, socialistisk samfund ved demokratiske midler. Dette stod i skarp kontrast til det politiske klima i resten af Sydamerika, hvor socialismen var forbundet med revolution og krig.
Både indenrigs- og udenrigske kriser præger Allendes præsidentperiode, som blev presset af både højre- og venstrefløjen. Trods national krise gik Folkefronten frem ved midtvejsvalget i juni 1973. 
Den 4. september 1973 demonstrerede 800.000 chilenere i Santiagos gader for at vise deres fortsat støtte til Salvador Allende og for at sige nej til den truende borgerkrig. 
Konflikten var imidlertid uundgåelig, og en uge efter, den 11. september, indledte Chiles militær et blodigt militærkup, der afsatte Allende og Unidad Popular. Chiles symbol på demokratiet, præsidentpaladset El Palacio de la Moneda, hvor Allende befandt sig, blev bombet. 
Som følge af militærkuppet blev folkefrontens ministre afsat og anholdt. Størstedelen af de folkevalgte ministre døde som fanger i koncentrationslejre efter at have gennemgået systematisk tortur. Bl.a. blev ministrene, der havde været tæt på Allende, deporteret til koncentrationslejren på øen La Isla Dawson. Blandt de mest fremtrædende af Folkeenheden kan nævnes Salvador Allende, Orlando Letelier og José Tohá González, der alle døde som følge af kuppet.
Folkeenheden var den sidste demokratisk valgte regering i Chile i 17 år indtil 1990, hvor bl.a. Socialistpartiet blev en del af regeringen. Socialistpartiets leder, Michelle Bachelet, er i dag Chiles præsident.

## Medlemmer af folkefronten 1970-73
Der er for få eller ingen kildehenvisninger i denne artikel, hvilket er et problem. Du kan hjælpe ved at angive troværdige kilder til de påstande, som fremføres i artiklen.

### Indenrigsministre
José Tohá González (1970-1972)
Alejandro Ríos Valdivia (1972)
Hernán del Canto (1972)
Jaime Suárez (1972)
Carlos Prats (1972-1973)
Gerardo Espinoza (1973)
Carlos Briones (1973)
Orlando Letelier (1973)
Carlos Briones (1973) 

### Forsvarsministre
Orlando Letelier (1973)
Clodomiro Almeyda (1973) 

### Finansministre og ministre for genopbygning og sociallov
Pedro Vuskovic (1970-1972)
Carlos Matus (1972)
Fernando Flores (1972)
Orlando Millas (1972-1973)
José Cademártori (1973) 

### Ministre for jordreformen
Américo Zorrillas Rojas (1970-1972)
Orlando Millas (1972)
Fernando Flores (1972-1973)
Raúl Montero (1973)
Daniel Arellano (1973) 

### Undervisningsministre
Mario Astorga (1970-1972)
Alejandro Ríos Valdivia (1972)
Aníbal Palma (1972)
Jorge Tapia (1972-1973)
Edgardo Enríquez (1973) 

### Justitsministre
Lisandro Ponce (1970-1972)
Manuel Sanhueza (1972)
Jorge Tapia Valdés (1972)
Sergio Insunza (1972) 

### Forsvarsministre
Alejandro Ríos (1970-1972)
José Tohá González (1972-1973)
Clodomiro Almeyda (1973)
Carlos Prats (1973)
Orlando Letelier (1973) 

### Transportministre
Pascual Barraza (1970-1972)
Ismael Huerta (1972-1973)
Daniel Arellano (1973)
Humberto Martones (1973)
César Ruiz (1973)
Humberto Maglochetti (1973) 

### Landbrugsministre
Jacques Chonchol (1970-1972)
Rolando Calderón (1972-1973)
Pedro Hidalgo (1973)
Ernesto Torrealba (1973)
Jaime Tohá (1973) 

### Ministre for land og kolonisation
Humberto Martones (1970-1973)
Roberto Cuélar (1973)
José María Sepúlveda (1973) 

### Arbejds- og socialministre
José Oyarce (1970-1972)
Mireya Baltra (1972)
Luis Figueroa (1972-1973)
Sergio Navarro (1973-1973)

### Sundhedsministre
Oscar Jiménez (1970-1971)
Juan Carlos Concha Gutiérrez (1971)
Arturo Jirón (1972)
Mario Lagos (1973) 

### Ministre for nationaliseringen af miner
Orlando Cantuarias (1970-1972)
Mauricio Yungk (1972)
Pedro Palacios (1972)
Alfonso David (1972)
Claudio Sepúlveda (1972-1973)
Sergio Bitar (1973)
Pedro Felipe Ramírez (1973) 

### Bolig- og byminister
Carlos Cortes (1970-1971)
Julio Benítez Castillo (1971-1972)
Orlando Cantuarias (1972)
Luis Matte (1972-1973)
Aníbal Palma (1973)
Pedro Felipe Ramírez (1973)